# Numata, Hokkaidō
Numata (沼田町 Numata-chō) là thị trấn thuộc Uryū, phó tỉnh Sorachi, Hokkaidō, Nhật Bản. Tính đến ngày 1 tháng 10 năm 2020, dân số ước tính thị trấn là 2.909 người và mật độ dân số là 10 người/km2. Tổng diện tích thị trấn là 283,21 km2.